# Koto Rajo
Koto Rajo is een bestuurslaag in het regentschap Kuantan Singingi van de provincie Riau, Indonesië. Koto Rajo telt 1128 inwoners (volkstelling 2010).